# Sucre (paroisse civile d'Aragua)
Pour les articles homonymes, voir Sucre.
Sucre est l'une des deux paroisses civiles de la municipalité de Sucre dans l'État d'Aragua au Venezuela. Sa capitales est Cagua. Elle fait partie de l'extrémité orientale de l'agglomération de Maracay.

## Géographie

### Démographie
Hormis sa capitale Cagua divisée en plusieurs quartiers, la paroisse civile possède plusieurs localités :
- Cagua
  - Ciudad Jardín
  - Conrisa
  - Fundacagua
  - La Haciendita
  - La Segundera
  - Prados de la Encrucijada
  - Sabana Larga
  - Santa Rosalía
  - Tamborito
  - Zona Industrial Conrisa
  - Zona Industrial Campo Alegre
  - Zona Industrial Santa Rosalía
- La Carpiera
- Parcelamiento Taguaiguay